# Khomeys-e Sa‘d
Khomeys-e Sa‘d (persiska: خمیس سعد, Khomeys-e Sheykh Sa‘ad) är en ort i Iran.   Den ligger i provinsen Khuzestan, i den västra delen av landet, 500 km sydväst om huvudstaden Teheran. Khomeys-e Sa‘d ligger 41 meter över havet och antalet invånare är 257.
Terrängen runt Khomeys-e Sa‘d är mycket platt. Runt Khomeys-e Sa‘d är det ganska tätbefolkat, med 144 invånare per kvadratkilometer. Närmaste större samhälle är Kāz̧em Ḩamd, 2,1 km sydost om Khomeys-e Sa‘d. Omgivningarna runt Khomeys-e Sa‘d är i huvudsak ett öppet busklandskap.